# Rioms
 Rioms  là một xã thuộc tỉnh Drôme trong vùng Auvergne-Rhône-Alpes ở đông nam nước Pháp. Xã Rioms nằm ở khu vực có độ cao 756 mét trên mực nước biển.